# Nesodynerus hawaiiensis
Nesodynerus hawaiiensis är en stekelart som först beskrevs av Blackburn och Cameron.  Nesodynerus hawaiiensis ingår i släktet Nesodynerus och familjen Eumenidae. Inga underarter finns listade i Catalogue of Life.